# Storms in Africa
Storms in Africa – piosenka i trzeci singel irlandzkiej wokalistki i kompozytorki Enyi, promujący jej drugi album studyjny Watermark, wydany nakładem Warner Music w czerwcu 1989 r.

## Historia nagrania i wydania
Pierwsza wersja utworu, która znalazła się na przełomowym albumie Watermark została nagrana w języku irlandzkim. Pomysłodawcą tytułu utworu był producent Enyi i jej dźwiękowiec Nicky Ryan. Usłyszawszy motyw utworu nagrany przez kompozytorkę na syntezatorze Roland Juno-60, zaproponował tytuł oraz dalszą aranżację. Na potrzeby wydania komercyjnego singla, nagrano nową wersję piosenki (oznaczoną podtytułem Part II) o szybszym tempie i z angielskim tekstem autorstwa Romy Ryan.
Wydanie singla, początkowo przewidziane na marzec 1989 roku, zostało przesunięte na czerwiec ze względu na napięty grafik Enyi, związany z promocją albumu w Stanach i na rynkach azjatyckich. Chcąc wesprzeć promocję piosenki w mediach, zdecydowano się również na nagranie wideoklipu w reżyserii Michaela Geoghegana.
Utwór (w wersji oryginalnej) wykorzystano w ścieżce dźwiękowej filmu Zielona karta w reżyserii Petera Weira.
Począwszy od 1989 roku, angielska wersja utworu dołączana była do kolejnych wydań Watermarka. Od 1993 roku większość wytwórni europejskich i azjatyckich powróciła jednak do oryginalnej ilości utworów, natomiast 12-ścieżkowe wydanie albumu można wciąż spotkać w wydaniach amerykańskim i japońskim.
Utwór nie został zawarty w kompilacji Only Time: The Collection, wydanej w 2002 roku przez Warner Music, zawierającej większość niedostępnych na albumach studyjnych Enyi utworów. Jak wyjaśnia w książeczce wydania Roma Ryan:
 

Istnieją dwie wersje „Storms in Africa”, jedna w języku irlandzkim, druga po angielsku. Osobiście wolimy wersję irlandzką, dlatego też ją tu zamieściliśmy. Obie wersje ukazały się na singlu w 1989 r. (Roma Ryan, Only Time: The Collection, 2002)

.

## Dostępne wydania
Singel wydano na małej płycie winylowej (SP), maxi singlu na winylu i CD oraz na kasecie magnetofonowej (single cassette).
| Wydanie standardowe: winyl 7 cali (AUS-DE-FR-UK-CAN), kaseta magnetofonowa (AUS-UK-US), Mini-CD (DE- JP) | Wydanie standardowe: winyl 7 cali (AUS-DE-FR-UK-CAN), kaseta magnetofonowa (AUS-UK-US), Mini-CD (DE- JP) | Wydanie standardowe: winyl 7 cali (AUS-DE-FR-UK-CAN), kaseta magnetofonowa (AUS-UK-US), Mini-CD (DE- JP) |
| Nr | Tytuł utworu                                                                                             | Długość                                                                                                  |
| --- | --- | --- |
| 1. | „Storms in Africa (Part II)” (Enya-Roma Ryan)                                                            | 3:01 |
| 2. | „Storms in Africa (Part I)” (Enya-Roma Ryan)                                                             | 4:02 |
| | | 7:03 |

| Maxi winyl (DE-UK) | Maxi winyl (DE-UK)                            | Maxi winyl (DE-UK) |
| Nr                 | Tytuł utworu                                  | Długość            |
| ------------------ | --------------------------------------------- | ------------------ |
| 1.                 | „Storms in Africa (Part II)” (Enya-Roma Ryan) | 3:01               |
| 2.                 | „Storms in Africa (Part I)” (Enya-Roma Ryan)  | 4:26               |
| 3.                 | „The Celts” (Enya-Roma Ryan)                  | 2:57               |
| 4.                 | „Aldebaran” (Enya-Roma Ryan)                  | 3:05               |
|                    |                                               | 13:29              |

| Maxi CD (BR-DE-UK), Maxi winyl (BR) | Maxi CD (BR-DE-UK), Maxi winyl (BR)           | Maxi CD (BR-DE-UK), Maxi winyl (BR) |
| Nr                                  | Tytuł utworu                                  | Długość                             |
| ----------------------------------- | --------------------------------------------- | ----------------------------------- |
| 1.                                  | „Storms in Africa (Part II)” (Enya-Roma Ryan) | 3:01                                |
| 2.                                  | „The Celts” (Enya-Roma Ryan)                  | 2:57                                |
| 3.                                  | „Aldebaran” (Enya-Roma Ryan)                  | 3:05                                |
| 4.                                  | „Storms in Africa (Part I)” (Enya-Roma Ryan)  | 4:26                                |
|                                     |                                               | 13:29                               |

## Promocja
Poniższa tabela przedstawia listę znanych wystąpień telewizyjnych, w trakcie których Enya wykonała utwór „Storms in Africa”:
| Nazwa emisji       | Państwo         | Data | Typ wykonania |
| ------------------ | --------------- | ---- | ------------- |
| World Music Awards | Monako          | 1989 | Playback      |
| Rockopop           | Hiszpania       | 1989 | Playback      |
| Terry Wogan’s Show | Wielka Brytania | 1989 | Playback      |

## Listy przebojów i sprzedaży
Poniższa tabela przedstawia listę przebojów i listę sprzedaży, w poszczególnych państwach, na których singel „Storms in Africa” był odnotowany:
| Nazwa listy                        | Państwo       | Najwyższa pozycja |
| ---------------------------------- | ------------- | ----------------- |
| Singles Chart                      | Irlandia      | 12                |
| UK Singles Chart                   | Wlk. Brytania | 41                |
| Lista Przebojów Programu Trzeciego | Polska        | 21                |